# シロガネアジ
シロガネアジ（学名:Selene vomer）はアジ科に属し、大西洋に生息する海水魚である。カール・フォン・リンネによって1758年にはじめて記載された。英名からルックダウン(Lookdown)と呼ばれることもある。

## 形態
シロガネアジは体高が高く、体長は通常20cmほどから30cmほどであるが、記録されている最大体長は48.3cm、最大体重は2.1kgである。同属のS. setapinnis に似るが、背鰭と臀鰭（尻びれ）のそれぞれの第二軟条が著しく伸長していることで区別できる。このために背鰭、臀鰭は鎌状となっている。背鰭は9本の棘条と23本の軟条、臀鰭は3本の棘条と18本の軟条をもつ。ひし形で強く側偏したきわめて薄い体をもつ。頭部の下方に口があり、下顎が上顎よりも突き出ている。尾びれは二叉状になっており、胸びれは鎌状で第二背鰭の中央の位置まで伸びている。側線は一部で湾曲する。
シロガネアジの体色は銀色であり、背鰭と尾鰭は暗灰色である。若魚には数本垂直な薄い縞が入るが、成長とともに消えて行く。

## 分布

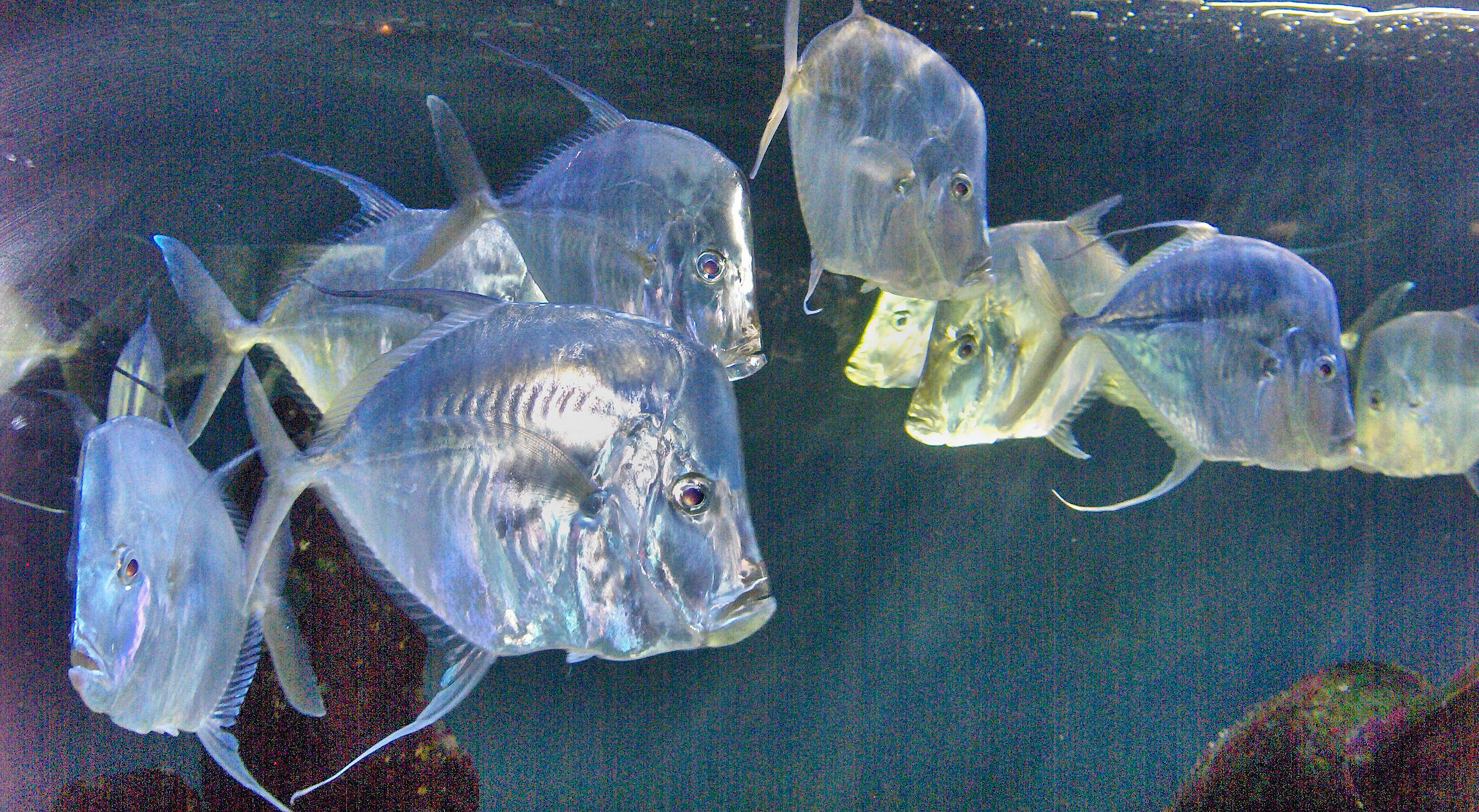
シロガネアジ（モナコ海洋博物館）

西大西洋においてはシロガネアジはカナダ、そしてバミューダ諸島やメキシコ湾を含むアメリカのメイン州からウルグアイにかけての海域でみられる。本種は大西洋の熱帯域でふつうにみられる種ではあるが、大アンティル諸島においてはあまりみられない。
シロガネアジは水深1mから53mの海水・汽水域に生息する。沿岸近くの砂底、あるいは泥底の浅海に生息する。未成魚はエスチュアリーや砂浜の近くでもみられる。

## 生態
シロガネアジはしばしば群れを作るが、時としてより小さなグループやペアに分かれることもある。エビやカニなどの甲殻類や、小さな魚などを捕食する。

## 人間との関係
本種は美味であり、その肉がしばしば販売される。そのユニークな体型から水族館や家庭において観賞魚として飼育されることがある。飼育の際は120cm以上の水槽を用意するのがよい。